# Big Buck Bunny
Big Buck Bunny (codenaam: Peach) is een animatiefilm gemaakt door het Blender Institute met behulp van opensourcesoftware, net zoals het voorgaande project Elephants Dream (2006). Het ontwikkelen van de film begon in oktober 2007 en de film ging op 10 april 2008 in première. Zowel de film als de gebruikte bestanden, zoals personages, werden op 30 mei 2008 op internet gezet onder de Creative Commons Attribution License.
In november 2008 werd het spel Yo Frankie! uitgebracht dat gebaseerd is op deze film. De film is mogelijk gemaakt door geld van de Blender Foundation, donaties van de Blendergemeenschap, voorverkoop van de dvd en donaties van bedrijven.

## Verhaal
Big Buck Bunny is een groot konijn dat op een dag te maken krijgt met Frank, Rinky en Gamera, drie knaagdieren. Ze vallen weerloze dieren in het bos aan door er fruit, noten en stenen naar te gooien. Bunny besluit de tegenaanval te openen nadat ze twee vlinders gedood hebben en Bunny zelf hebben aangevallen.

## Techniek
Net zoals bij de film Elephants Dream werd er door het team samengewerkt met de ontwikkelaars van Blender. Dit heeft geleid tot het verbeteren en toevoegen van nieuwe functionaliteit in Blender. Voorbeelden zijn verbeteringen in het renderen van haar en vacht, deeltjessystemen en UV mapping. Ook werd een nieuwe vorm van ambient occlusion geïntroduceerd tijdens het ontwikkelen van de film. Deze veranderingen werden uitgebracht in versie 2.46 van Blender.
De film is gerenderd op het Sun Grid-systeem van Sun Microsystems.

## Galerij

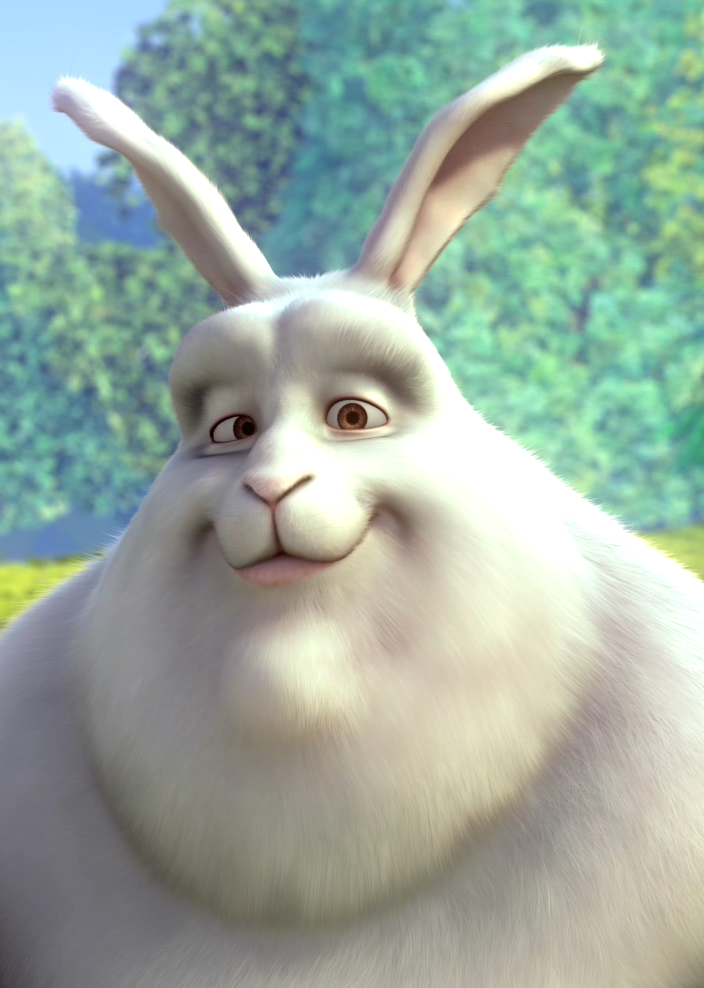
Big Buck Bunny
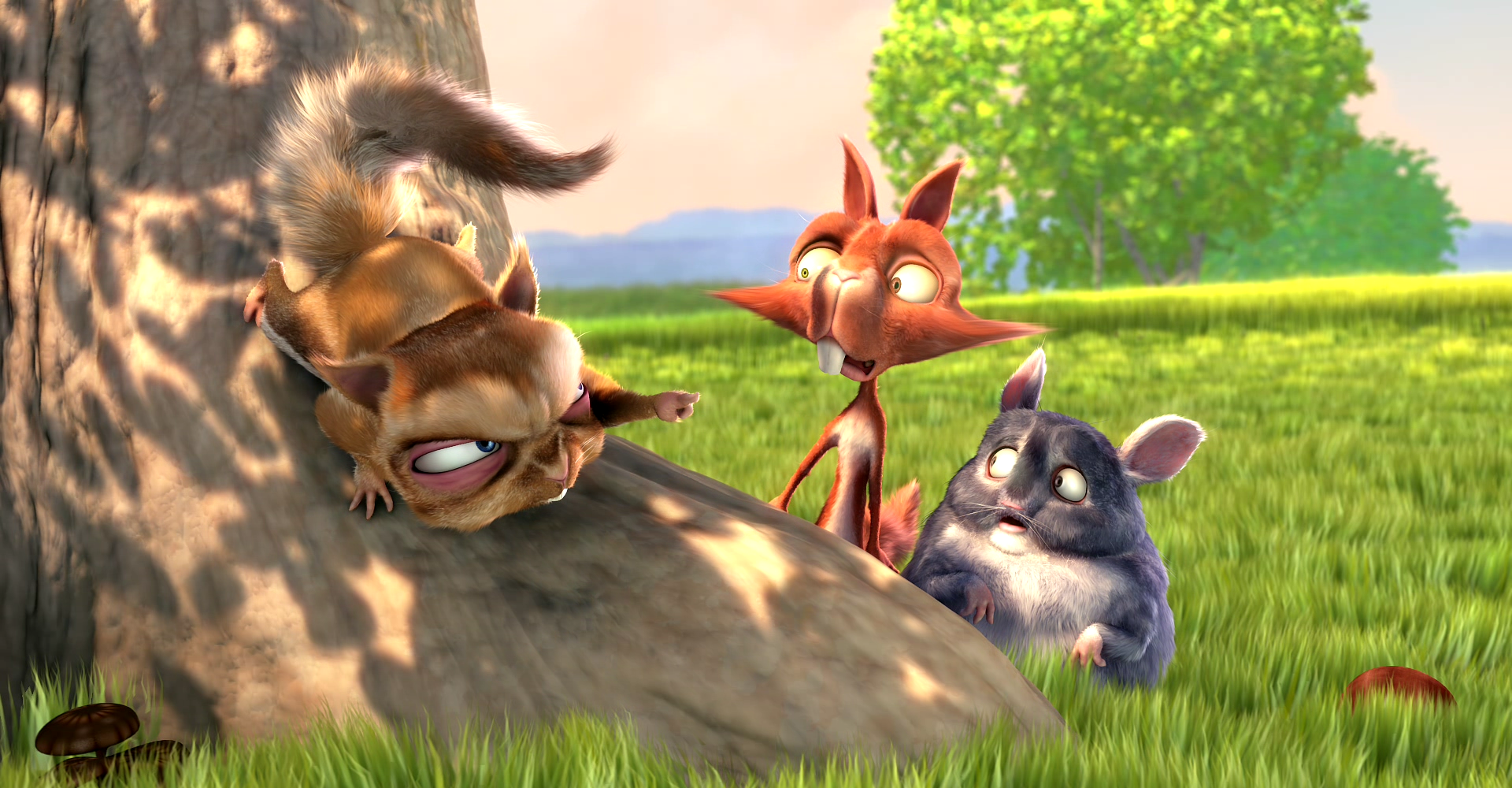
Frank, Rinky en Gamera (van links naar rechts)
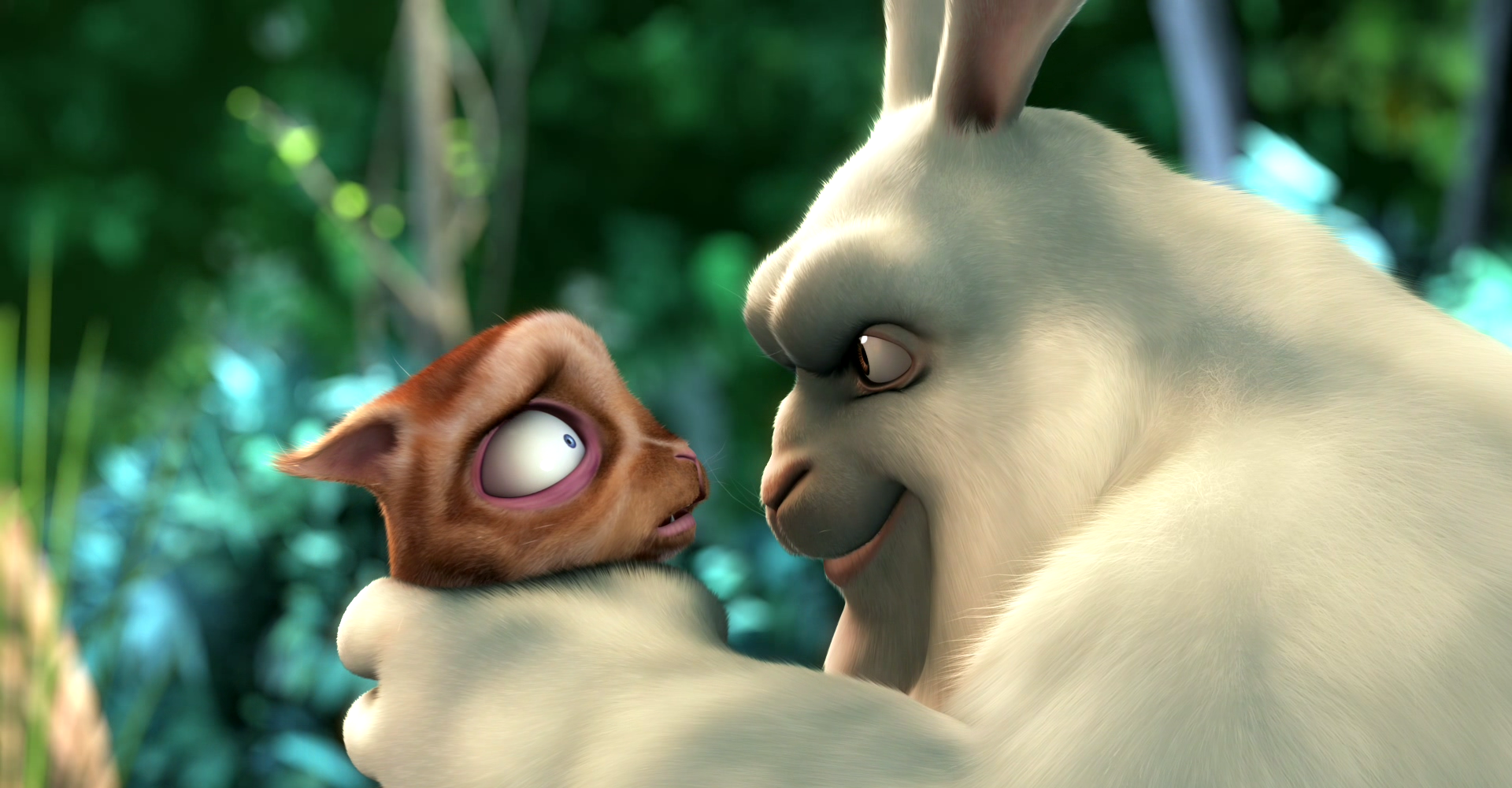
Bunny heeft Frank gevangen
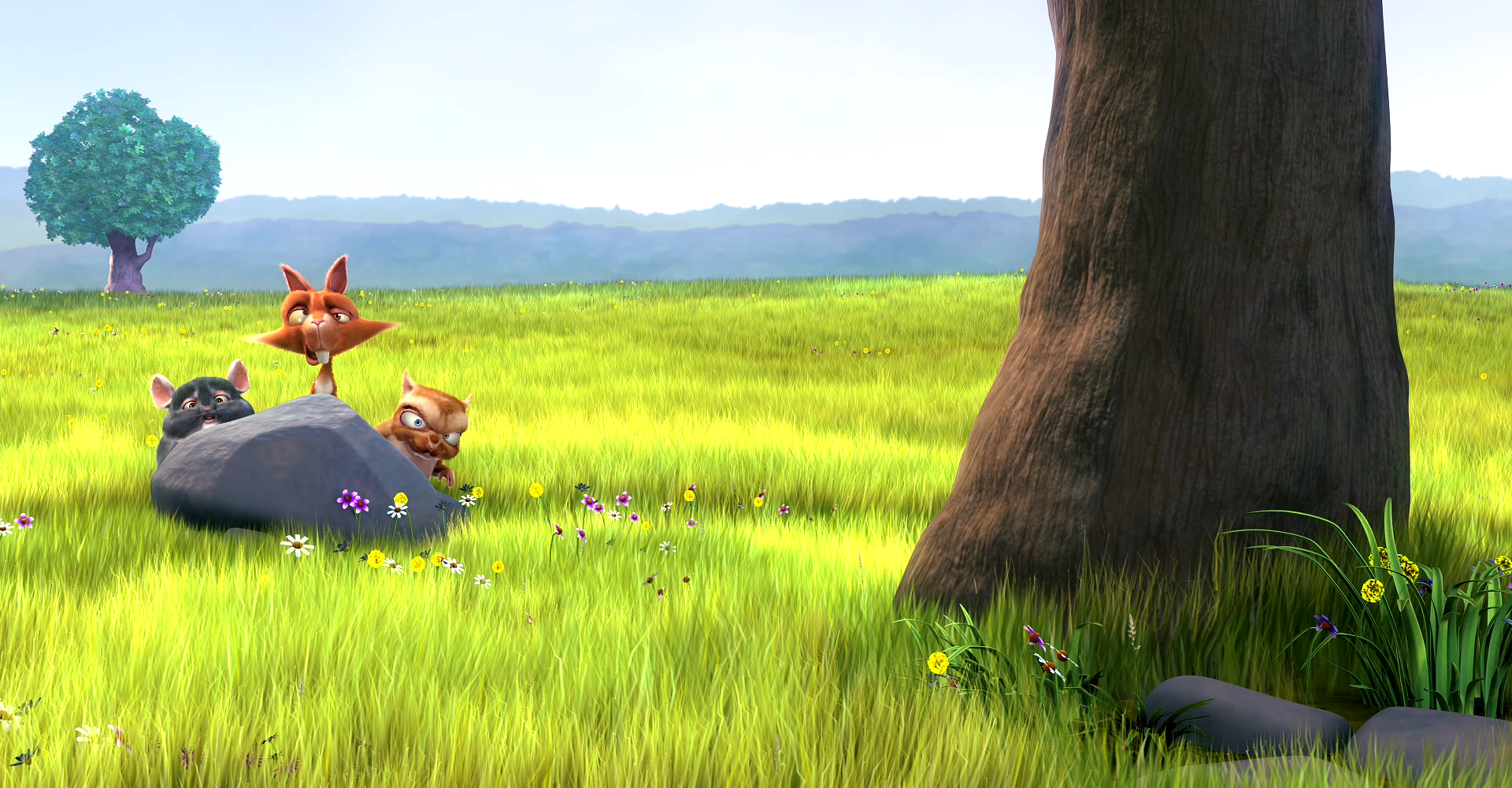
Landschap
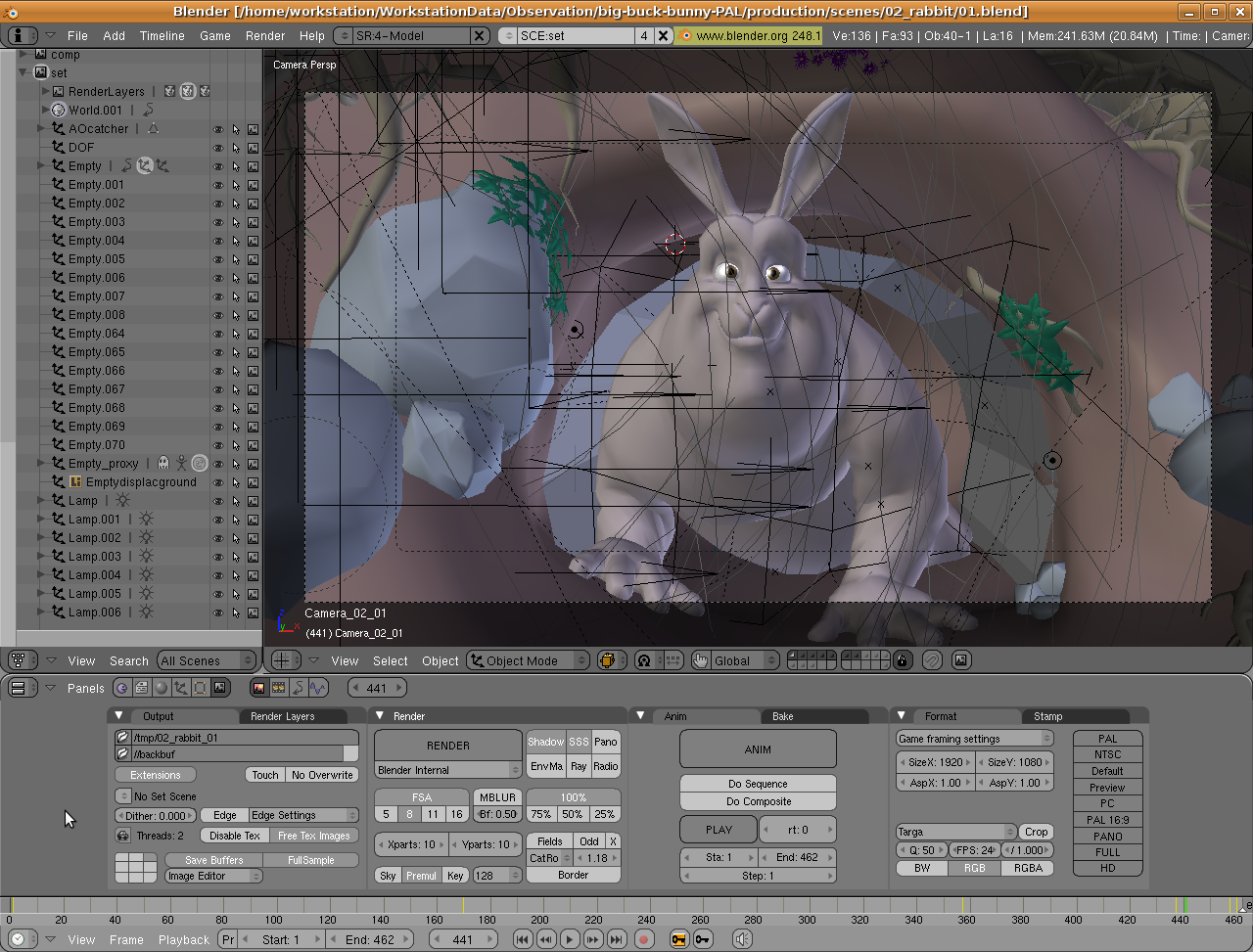
Big Buck Bunny in Blender
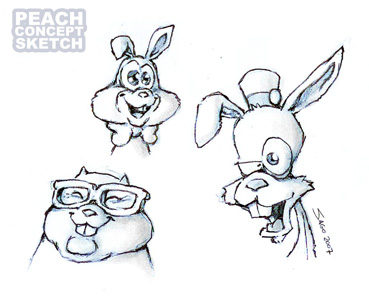
Tekeningen voor Big Buck Bunny
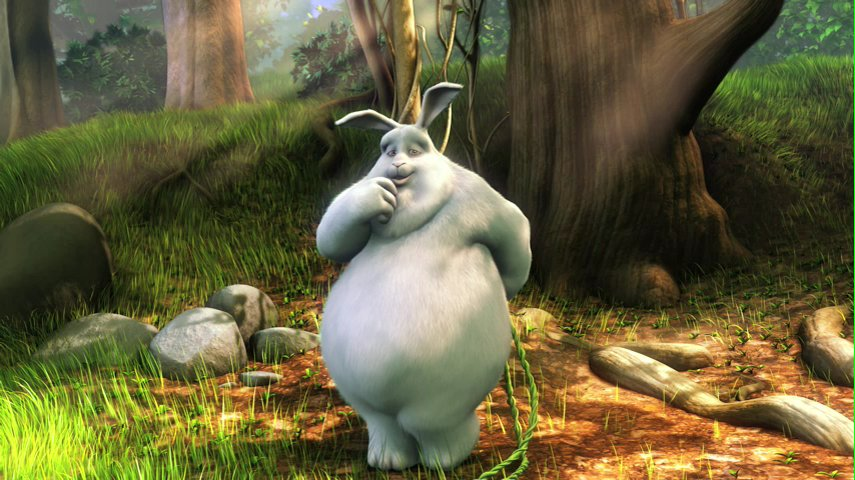
Big Buck Bunny in het bos
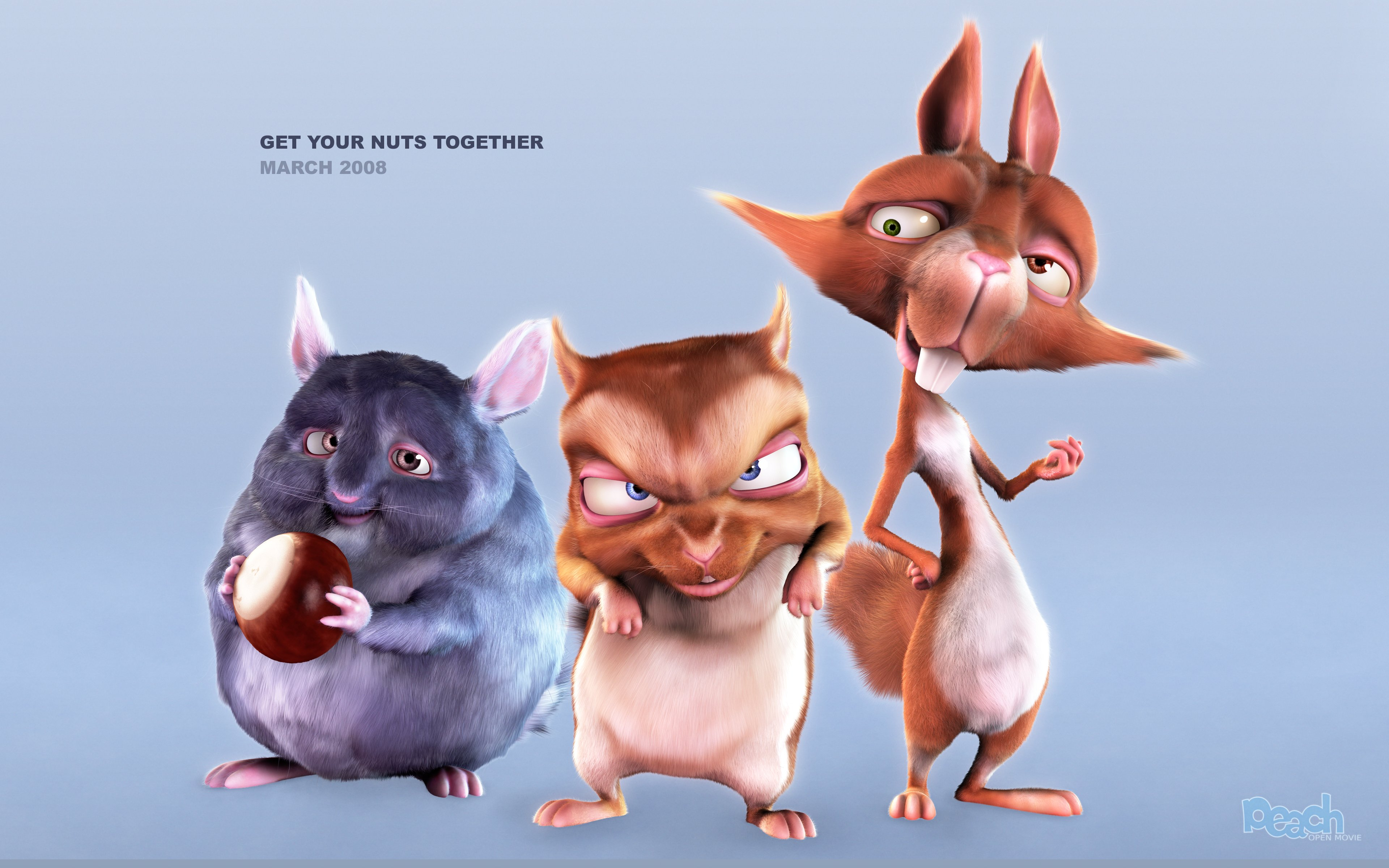
Poster van Gamera, Frank en Rinky (van links naar rechts)